# Équipe cycliste Heizomat
L'équipe cycliste Heizomat (officiellement Team Heizomat) est une équipe cycliste allemande, active entre 2008 et 2017. Elle participait aux  circuits continentaux de cyclisme et en particulier l'UCI Europe Tour.
Elle ne doit pas être confondue avec l'équipe cycliste Heizomat-Rad-net avec qui elle a fusionné en 2018.

## Histoire de l'équipe
L'équipe est fondée en 2001, sous la forme d'une équipe U23 (moins de 23 ans. En 2002, elle remporte la Coupe d'Allemagne.
En 2018, elle fusionne avec l'équipe Rad-net Rose pour devenir Heizomat-Rad-net.

## Classements UCI
L'équipe participe aux circuits continentaux et principalement à des épreuves de l'UCI Europe Tour. Les tableaux ci-dessous présentent les classements de l'équipe sur les différents circuits, ainsi que son meilleur coureur au classement individuel.

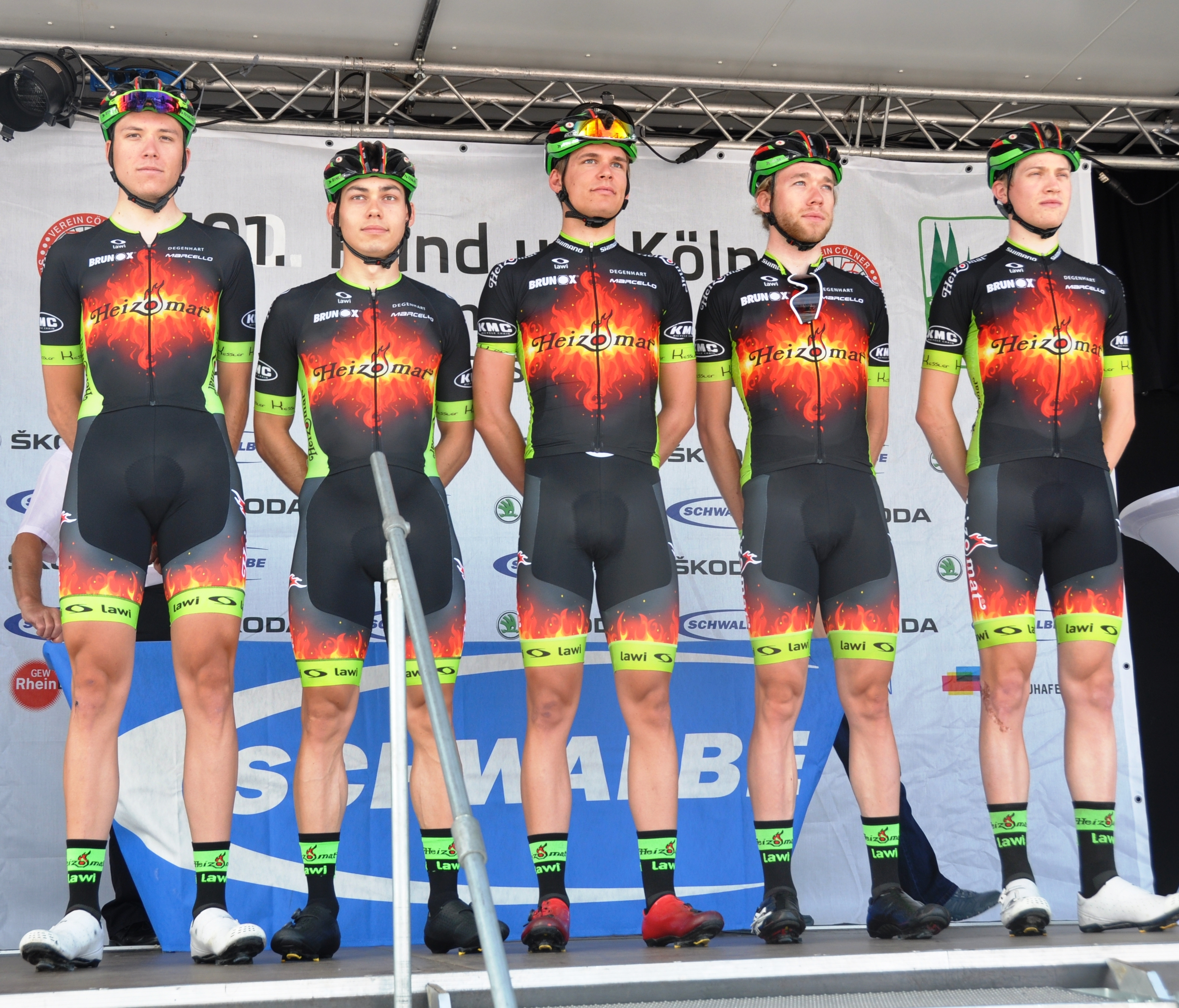
L'équipe en 2017

UCI America Tour
| Saison | Classement par équipes | Meilleur coureur au classement individuel |
| ------ | ---------------------- | ----------------------------------------- |
| 2010   | 34e                    | Philipp Ries (272e)                       |

UCI Europe Tour
| Saison | Classement par équipes | Meilleur coureur au classement individuel |
| ------ | ---------------------- | ----------------------------------------- |
| 2010   | 82e                    | David Hesselbarth (475e)                  |
| 2011   | 110e                   | Nils Plötner (927e)                       |
| 2012   | 113e                   | Alexander Krieger (675e)                  |
| 2013   | 112e                   | Raphael Freienstein (831e)                |
| 2014   | 117e                   | Jan-Niklas Droste (839e)                  |
| 2015   | 126e                   | Sascha Starker (1017e)                    |
| 2016   | 123e                   | Jonas Rapp (1246e)                        |
| 2017   | 107e                   | Jonas Rapp (696e)                         |

## Heizomat en 2017[4]

### Effectif
| Cycliste | Date de naissance | Nationalité | Équipe 2016 |
| -------- | ----------------- | ----------- | ----------- |

### Victoires
| Date | Course | Pays | Classe | Vainqueur |
| ---- | ------ | ---- | ------ | --------- |